# Palmolive Building
El Palmolive Building, anteriormente el Playboy Building, es un edificio art déco de 37 pisos y una altura de 172,21 m en 919 N. Michigan Avenue en Chicago, la ciudad más poblada del estado de Illinois (Estados Unidos). Construido por Holabird & Root, se completó en 1929 y fue la sede de la corporación Colgate-Palmolive-Peet.
El Edificio Palmolive pasó a llamarse Edificio Playboy en 1965 cuando Playboy Enterprises compró el arrendamiento del edificio. Fue la sede de las oficinas editoriales y comerciales de la revista Playboy desde ese momento hasta 1989 cuando Playboy trasladó sus oficinas al edificio 680 N Lake Shore Drive. Playboy vendió el contrato de arrendamiento en 1980 y firmó un contrato de arrendamiento de 10 años que expiró en 1990. El nuevo arrendatario cambió el nombre del edificio a 919 North Michigan Avenue.
Durante el tiempo que Playboy estuvo en el edificio, la palabra P-L-A-Y-B-O-Y se deletreaba con letras iluminadas de 9 pies (2,7 m). El edificio fue designado como Monumento Histórico de Chicago en 2000, y fue agregado al Registro Nacional de Lugares Históricos en 2003.
En 2001, el edificio se vendió al desarrollador Draper y Kramer, quienes, con Booth Hansen Architects, lo convirtieron para uso residencial con los dos primeros pisos dedicados a oficinas de lujo y espacio comercial. Los condominios de lujo conforman el resto del edificio. Los nuevos propietarios restauraron el nombre del edificio a Palmolive Building. La dirección comercial sigue siendo 919 North Michigan Avenue; sin embargo, la dirección residencial es 159 East Walton Street. 
Los residentes notables del edificio incluyen a Vince Vaughn, quien compró un penthouse triplex de 12,000 pies cuadrados que abarca los pisos 35, 36 y 37 por 12 millones de dólares. En febrero de 2013, Vaughn ofreció el ático a la venta como una lista de bolsillo por 24,9 millones. Sin embargo, después de múltiples recortes de precios, eligió en mayo de 2016 dividir la unidad en dos, ofreciendo una por 8,5 millones y la otra unidad más pequeña por $ 4,2 millones.

## Baliza de Lindbergh
En 1930 se añadió al edificio una baliza que lleva el nombre del aviador Charles Lindbergh. Giró 360 grados y estaba destinada a guiar a los aviones de forma segura hasta el aeropuerto Midway. La baliza estuvo encendida durante varias décadas y dejó de funcionar en 1981 a raíz de las quejas de los residentes de los edificios cercanos. Durante la conversión del edificio Palmolive en condominios a fines de la década de 2000, la baliza se modificó para girar hacia adelante y hacia atrás, siempre apuntando hacia el paseo marítimo, para evitar que la luz brille en otros edificios. Posteriormente, la baliza histórica reanudó su funcionamiento.